# دايجو ماتسوموتو
دايجو ماتسوموتو (باليابانية: 松本 大樹) (9 ديسمبر 1977 في غونما في اليابان – )؛ هو لاعب كرة قدم ياباني سابق كان يلعب كمدافع.

## وصلات خارجية
- دايجو ماتسوموتو على موقع رابطة كرة القدم اليابانية للمحترفين (اليابانية)
- دايجو ماتسوموتو على موقع عالم كرة القدم.نت (الإنجليزية)